# どっかうれしい金曜日
『どっかうれしい金曜日』（どっかうれしいきんようび）は、1987年4月3日から1989年3月31日まで中京テレビで放送されていた生活情報番組である。名鉄百貨店の一社提供。放送時間は毎週金曜 10:30 - 11:20 （日本標準時）。
前番組『真代のカゲキにシンデレラ』と同様に、主婦をターゲットにした内容で放送。元『ビックリハウス』2代目編集長の高橋章子がメインキャスターを、俳優の伊沢勉がサブキャスターを務めていた。1987年7月24日からはアシスタントとして松元真一郎（当時中京テレビアナウンサー）が加わった。

## コーナー
おとなり探偵団
スタッフが東海3県各地の一般家庭を訪問取材してきたVTRをもとに、高橋と伊沢がトークを繰り広げるコーナー。
アッコと勉のドッキントーク
高橋と伊沢がその日のゲストとトークをするコーナー。トークは毎回番組側が提示する1つのテーマに基づいて行われていた。
なるほどそうか！
「ベランダで出来る家庭菜園」「漬け物の作り方」「税金に関する豆知識」など、家庭の主婦にとっては耳寄りな情報を紹介するコーナー。
わたしの得意料理
視聴者から寄せられた各家庭自慢のオリジナル料理のレシピを紹介するコーナー。このコーナーで、出演者である高橋自身が家庭で実践しているオリジナル料理を紹介することもあった。

## スタッフ
- 構成：平山麗子
- 美術デザイン：松下一朗
- 美術：右高雅人、中井尊司、杉山直美（第一舞台）
- 生花：内山ゆり
- 技術：尾関文隆
- 映像：竹村和夫
- 調整：外山豊隆
- カメラ：白木晴雄
- 音声：津村邦生
- 効果：吉田一
- 照明：古川良則（スター）
- メイク：佐々木庸至子
- 技術協力：中京テレビ映像企画、クリエイティブ
- TK：新谷友梨
- AD：近藤直美、古谷博徳
- 取材：森田道隆
- 演出・プロデューサー：近藤直巳（愛知テレコム）
- プロデューサー：山本孝義（中京テレビ）、近藤久也（愛知テレコム）
- 製作・著作：中京テレビ、愛知テレコム